# Wilde Berg

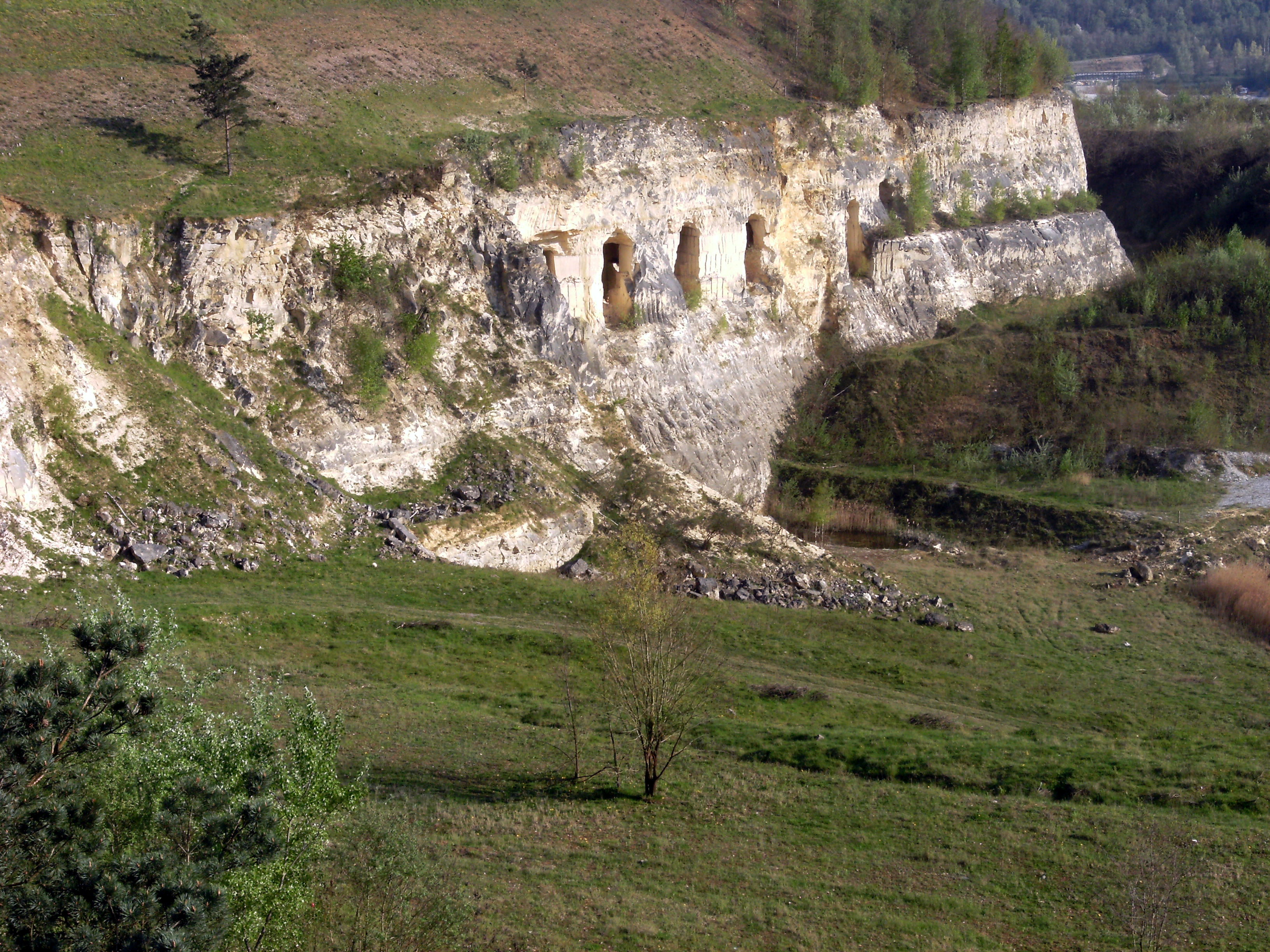
enkele van de aangesneden gangen in de Oehoevallei

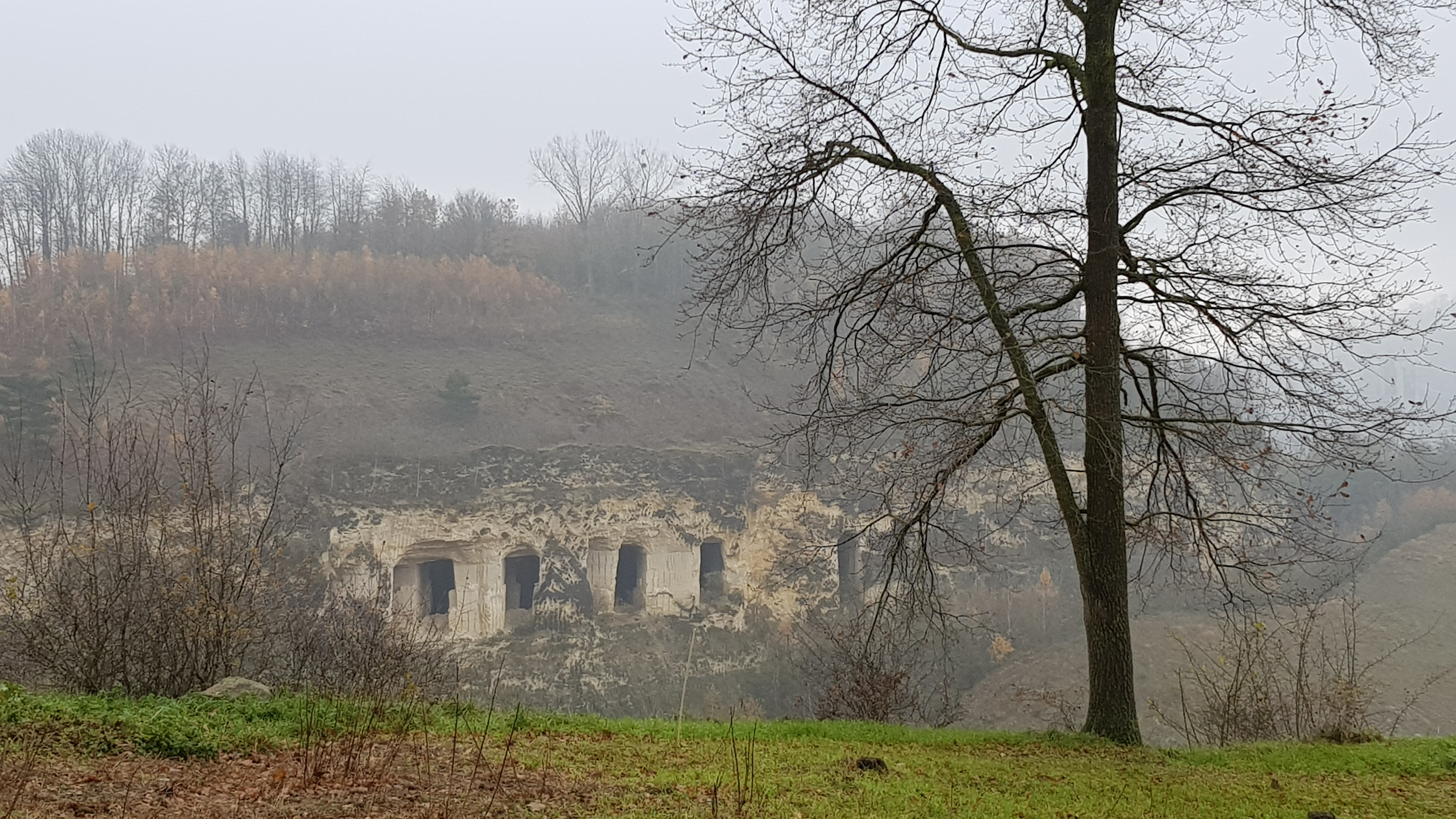
enkele van de aangesneden gangen in de Oehoevallei

De Wilde Berg is een gangenstelsel en voormalige Limburgse mergelgroeve in Nederlands Zuid-Limburg in de gemeente Maastricht. Het gangenstelsel ligt in de Sint-Pietersberg in het Plateau van Caestert, zich uitstrekkend van de Luikerweg in het oosten en de Van Schaikweg in het noorden en westen. Het grootste deel van het gangenstelsel is afgegraven door de ENCI, maar nog een aantal gangen van het stelsel bestaat nog. De plaats waar het gangenstelsel werd afgegraven kreeg later de naam Oehoevallei.
Het gebied van de Wilde Berg is net als het stelsel van Zwarte Berg onderdeel van het gangenstelsel Zonneberg en ligt in het noordwestelijke gedeelte van Zonneberg.

## Geschiedenis
Het gangenstelsel werd oorspronkelijk door blokbrekers vanuit het noorden ontgonnen. In het stelsel had er veel roofbouw plaatsgevonden.
In 1943-1944 werd het Sint-Pietersbergplan ontwikkeld waarbij het Gangenstelsel Zonneberg, inclusief Wilde Berg, ingericht werd als evacuatiecentrum voor het geval Maastricht in de frontlinie terecht zou komen.
In 1951/1952 werd er in de Wilde Berg een muntschat gevonden. De ontdekking werd gedaan door champignonkwekers die de vloer schoonveegden en in twee kuiltjes samen bij elkaar 323 zilveren munten vonden stammende uit de 17e eeuw.
In 1966 werd er na onderzoek door de Provinciale Waterstaat een overeenkomst bereikt waarbij het concessiegebied van de ENCI-groeve werd uitgebreid. Uitgangspunten waren daarbij dat de skyline van het omliggende land niet (verder) verstoord mocht worden en de dalwanden van het Maasdal en Jekerdal intact moesten blijven. De ENCI kon met deze uitgangspunten enkel in noordelijke richting uitbreiden. Naar het noorden bevond zich het gangenstelsel Zonneberg met de deelgebieden Zwarte Berg en Wilde Berg. Vanwege de cultuurhistorische en toeristische waarde werd Zonneberg zelf behouden, evenals het Poppelmondedal, maar kwamen de Zwarte Berg, de Wilde Berg, het gebied van D'n Observant en het ENCI-bos binnen het concessiegebied te liggen.